# Valle di Hushe
La valle d'Hushe ((UR) : وادی ہوشے) è una valle situata nel Ghanshe, nella regione autonoma del Gilgit-Baltistan, in Pakistan.
La valle si estende dal Masherbrum I (7.821 metri, la 22ª montagna più alta del mondo) in direzione sud, verso il fiume Shyok.